# サワハコベ
サワハコベ（沢繁縷、学名：Stellaria diversiflora ）はナデシコ科ハコベ属の多年草。別名、ツルハコベ。

## 特徴
茎の上部が斜上して分枝し、長さは5-30cmになる。茎の下部は地を這って、節からひげ根を出す。葉に葉柄があり、葉身は長さ1-4cm、幅0.8-2.5cmになり、卵形から三角状卵形で、先端は鋭形、表面に伏毛があり、裏面は毛が無い。茎も無毛。
花期は5-7月で、葉腋から長い無毛の花柄を伸ばし、先端に花を単生する。萼片は5個で、長さ4-7mmの長楕円状披針形になり、先端は鋭形。花弁も5個で2中裂し、白色で萼片と同じ長さ。雄蕊は2-10個、花柱は3個。果実は球状の蒴果で6裂する。種子は長さ2mmで楕円形になる。

## 分布と生育環境
本州、四国、九州に分布し、山地の林下の湿地に生育する。

## 下位分類
- ナガバノサワハコベ Stellaria diversiflora Maxim. f. angustifolia M.Mizush. -四国に分布する葉の長い品種。
- オオサワハコベ Stellaria diversiflora Maxim. f. robusta M.Mizush. -北陸地方に分布する全体に大型になる品種。葉身は長さ約4.5cm、幅約3cmになり、茎も太い。
- ヤクシマハコベ Stellaria diversiflora Maxim. var. yakumontana (Masam.) Masam. -屋久島特産の変種。茎が細長く、葉の長さは8mm以下で、萼片の長さは約4mmになる。